# Lätt weltervikt i boxning vid olympiska sommarspelen 1992
Resultat från boxning vid olympiska sommarspelen 1992 och herrarnas lätta weltervikt. Boxarna vägde under 63,5 kg. Tävlingarna arrangerades i Pavelló Club Joventut de Badalona i Barcelona.

## Medaljörer
| Klass           | Guld                 | Silver              | Brons                       |
| Lätt weltervikt | Héctor Vinent · Kuba | Mark Leduc · Kanada | Leonard Doroftei · Rumänien |
| Lätt weltervikt | Héctor Vinent · Kuba | Mark Leduc · Kanada | Jyri Kjäll · Finland        |

## Resultat

### Första rundan
| Vinnare                  | Resultat      | Förlorare                   |
| Första rundan            | Första rundan | Första rundan               |
| ------------------------ | ------------- | --------------------------- |
| Oleg Nikolaev (EUN)      |               | – BYE                       |
| Hubert Tinge Meta (PNG)  |               | – BYE                       |
| Héctor Vinent (CUB)      | 27-4          | Edwin Cassiani (COL)        |
| Andreas Zülow (GER)      | 12-0          | Kim Jae-Kyung (KOR)         |
| Michele Piccirillo (ITA) | 23-5          | Anushirvan Nourian (IRN)    |
| Jyri Kjäll (FIN)         | RSCH-1        | Sergio Rey (ESP)            |
| Lászlo Szücs (HUN)       | 7-0           | Trevor Shailer (NZL)        |
| Daniel Fulanse (ZAM)     | 13-3          | Abdelkader Wahabi (BEL)     |
| Leonard Doroftei (ROM)   | 24-4          | Edgar Ruiz (MEX)            |
| Arlo Chavez (PHI)        | 12-6          | James Mozez (NGR)           |
| Myamaa Altankhuyag (MGL) | RSC-2         | Khamsavath Vilayphone (LAO) |
| Peter Richardson (GBR)   | 14-8          | Vernon Forrest (USA)        |
| Mark Leduc (CAN)         | 9-2           | Godfrey Wakaabu (UGA)       |
| Dillon Carew (GUY)       | 19-4          | Rafael Romero (DOM)         |
| Christopher Henry (BAR)  | DSQ-3         | Dong Seidu (GHA)            |
| Laid Bouneb (ALG)        | 11-4          | Saander Kumar Gollen (IND)  |

### Andra rundan
| Vinnare                | Resultat     | Förlorare                |
| Andra rundan           | Andra rundan | Andra rundan             |
| ---------------------- | ------------ | ------------------------ |
| Oleg Nikolaev (EUN)    | 17-2         | Hubert Tinge Meta (PNG)  |
| Héctor Vinent (CUB)    | 14-2         | Andreas Zülow (GER)      |
| Jyri Kjäll (FIN)       | 12-5         | Michele Piccirillo (ITA) |
| Lászlo Szücs (HUN)     | 15-7         | Daniel Fulanse (ZAM)     |
| Leonard Doroftei (ROM) | 15-1         | Arlo Chavez (PHI)        |
| Peter Richardson (GBR) | 21-4         | Myamaa Altankhuyag (MGL) |
| Mark Leduc (CAN)       | 5-0          | Dillon Carew (GUY)       |
| Laid Bouneb (ALG)      | 17-3         | Christopher Henry (BAR)  |

### Kvartsfinaler
| Vinnare                | Resultat      | Förlorare              |
| Kvartsfinaler          | Kvartsfinaler | Kvartsfinaler          |
| ---------------------- | ------------- | ---------------------- |
| Héctor Vinent (CUB)    | 26-3          | Oleg Nikolaev (EUN)    |
| Jyri Kjäll (FIN)       | 9-1           | Lászlo Szücs (HUN)     |
| Leonard Doroftei (ROM) |               | Peter Richardson (GBR) |
| Mark Leduc (CAN)       | 8-1           | Laid Bouneb (ALG)      |

### Semifinaler
| Vinnare             | Resultat    | Förlorare              |
| Semifinaler         | Semifinaler | Semifinaler            |
| ------------------- | ----------- | ---------------------- |
| Hector Vinent (CUB) | 13-3        | Jyri Kjäll (FIN)       |
| Mark Leduc (CAN)    | 13-6        | Leonard Doroftei (ROM) |

### Final
| Vinnare             | Resultat | Förlorare        |
| Final               | Final    | Final            |
| ------------------- | -------- | ---------------- |
| Héctor Vinent (CUB) | 11-1     | Mark Leduc (CAN) |